# Merethe Due Jensen
Merethe Due Jensen (født 10. september 1943 i Nexø) er er dansk lærer og politiker. Hun var medlem af Folketinget for Kristeligt Folkeparti i 1988 og 1993-1994; begge gange indtrådte hun i Folketinget fordi Flemming Kofod-Svendsen havde nedlagt sit mandat.
Jensen er født og opvokset i Nexø på Bornholm. Hendes forældre er kontrolassistent Jens Due og husmoder Eva Due. Efter folkeskolen i Nexø 1950-1958 var hun elev hos en lokal købmand, hvorefter hun flyttede til København. Jensen arbejdede som bogholder fra 1963 til 1971, og fra 1971 til 1973 var hun medhjælper i sin mands fotoforretning som lå i Griffenfeldsgade på Nørrebro. Hun stoppede i forretningen i 1973 for at blive vikar på Hans Tavsens Gades Skole på Nørrebro til 1974. Fra 1975 til 1978 var hun vikar på skoler i Høje-Taastrup Kommune. Jensen var fastansat lærer på Thomasskolen, en kristen friskole i Skovlunde, fra 1978 til 1990. Samtidig tog hun HF-eksamen fra Københavns Amts Forberedelseskursus i 1982 og lærereksamen (Speciale C, undervisning af retarderede børn) fra Københavns Dag- og Aftenseminarium i 1983. Hun blev lærer på Esajasskolen, en kristen friskole i Hvidovre i 1990 og underviste fortsat der i 2003.
I 1965 blev hun gift med Ebbe Jensen fra Nørrebro. Han blev kræftsyg og døde i 2001 efter 36 års ægteskab.
Hun blev folketingskandidat for Kristeligt Folkeparti i Ballerupkredsen i 1987 og skiftede til Glostrupkredsen i 1988. Ved både folketingsvalget i 1987 og folketingsvalget i 1990 blev hun første stedfortræder for Kristeligt Folkeparti i Københavns Amtskreds hvor Flemming Kofod-Svendsen blev valgt ved begge valg. Kofod-Svendsen udtrådte af Folketinget i begge disse valgperioder, hvorefter Jensen begge gange overtog hans mandat. Hun var således medlem af Folketinget fra 13. januar 1988 til valget 10. maj 1988 og fra 2. februar 1993 til valget 21. september 1994.
Jensen politiske mærkesager var kamp mod provokeret abort og kunstig befrugtning, afskaffelse af børneporno og at kristne værdier skulle i indgå folkeskolens formålsparagraf.